# Langues en Corée du Nord
La seule langue officielle de la Corée du Nord est le coréen, également langue officielle de la Corée du Sud et de la préfecture autonome coréenne de Yanbian, en Chine. La plupart des linguistes la considèrent comme un isolat, bien que quelques-uns la regroupent dans la famille controversée des langues altaïques.

## Langue officielle et parlers
L’aire géographique du coréen se partage en neuf zones correspondant chacune à un parler, du Sud de la province du Kilim, en Mandchourie (République populaire de Chine) à l’île de Jeju. Dans chacune des deux Corées, un parler a été choisi comme langue officielle. La péninsule est extrêmement montagneuse, et le « territoire » de chaque parler correspond étroitement aux frontières naturelles entre les différentes régions géographiques. La plupart des noms des parlers correspondent par conséquent aux régions qu’ils représentent. 
Il y a intercompréhension plus ou moins grande entre tous ces parlers, en fonction de la distance, à l’exception de celui de l’île de Jeju. Les parlers de la péninsule ne sont donc pas tous des dialectes. 
Le parler de Pyongan.
- Pyongyang est le parler officiel en Corée du Nord et est parlé à Pyongyang, la région de Pyongyang, et la province de Chagang. Il existe trois autres parlers dans le pays :
- le parler de Gangwon, qui est employé dans la province de Gangwon à cheval sur la Corée du Nord et la Corée du Sud ;
- le parler de Hamgyong, qui est employé dans la région de Hamgyeong et la province de Yanggang ;
- le parler de Hwanghae, qui est pratiqué dans la région de Hwanghae.

## Différences avec le sud
Depuis la séparation de la Corée en deux, des différences sont apparues entre le coréen parlé en Corée du Sud et celui parlé en Corée du Nord. Ces différences sont notables au niveau de la prononciation, de l’écriture, de la grammaire, du vocabulaire[réf. nécessaire].
De fait, il existe deux standards : celui du Nord et celui du Sud.